# Phil Chess
Philip Chess (* 27. März 1921 als Fiszel Czyż in Motal, Polen, heute Breszkaja Woblasz, Belarus; † 18. Oktober 2016 in Tucson, Arizona) war ein polnisch-US-amerikanischer Plattenproduzent und gemeinsam mit seinem Bruder Leonard Gründer von Chess Records.

## Leben
1928 folgte er, gemeinsam mit seiner Mutter, seiner Schwester Malka und seinem Bruder Lejzor seinem Vater nach Chicago. Hier änderte sich ihr Familienname in Chess; aus Lejzor wurde Leonard und aus Fiszel Philip.
Nachdem er 1946 die Armee verlassen hatte, betrieb er gemeinsam mit seinem Bruder mehrere Clubs, deren wichtigster die Macomba Lounge war. Zwei Jahre später wurde Leonard Teilhaber der Chicagoer Plattenfirma Aristocrat Records, 1950 wurde auch Phil Teilhaber; die Brüder übernahmen die Firma und tauften sie in Chess Records um. Phil Chess war als Produzent aktiv an der Herstellung der erfolgreichen Chess-Alben beteiligt. 1968 wurde die Firma an GRT verkauft und Phil zog sich nach Arizona auf das Altenteil zurück.
1995 wurde Phil Chess gemeinsam mit seinem Bruder in die Blues Hall of Fame aufgenommen.
Im Film Cadillac Records, der die Geschichte von Chess Records erzählt, wird Phil Chess von Shiloh Fernandez dargestellt.